# Communauté de communes du Pays d’Aubenas-Vals
Die Communauté de communes du Pays d’Aubenas-Vals ist ein ehemaliger französischer Gemeindeverband mit Rechtsform einer Communauté de communes im Département Ardèche, dessen Verwaltungssitz sich in dem Ort Ucel befand. Er lag in der Mitte des Départements und umfasste das Städtchen Aubenas am Ufer der Ardèche und die Gemeinden, die nördlich von Aubenas im Tal der Volane liegen. Der Gemeindeverband bestand aus 21 Gemeinden auf einer Fläche von 261,9 km2.

## Aufgaben
Zu den vorgeschriebenen Kompetenzen gehörten die Entwicklung und Förderung wirtschaftlicher Aktivitäten und des Tourismus sowie verschiedene Angelegenheiten der Raumplanung. Der Gemeindeverband bestimmte die Wohnungsbaupolitik. Als Aufgaben im Bereich der interkommunalen Infrastruktur betrieb er die Müllabfuhr und -entsorgung und die Straßenmeisterei. Zusätzlich förderte der Verband Kulturveranstaltungen.

## Historische Entwicklung
Bei seiner Gründung Ende 1994 umfasste die Communauté de communes du Pays de Vals zunächst die vier Gemeinden Saint-Julien-du-Serre, Saint-Privat. Ucel und Vals-les-Bains. Mit dem Beitritt von Aubenas und fünf weiteren Gemeinden erweiterte sich der Verband zu Pays d’Aubenas-Vals. In den Jahren 2012 und 2014 traten vor allem aus dem ehemaligen Kanton Antraigues-sur-Volane schrittweise weitere Kommunen bei, die vorher noch keinem Gemeindeverband angehört hatten.
Mit Wirkung vom 1. Januar 2017 fusionierte der Gemeindeverband mit der Communauté de communes du Vinobre und bildete so die Nachfolgeorganisation Communauté de communes du Bassin d’Aubenas. Bei dieser Gelegenheit wechselte die Gemeinde Lachamp-Raphaël zur Communauté de communes de la Montagne d’Ardèche.

## Ehemalige Mitgliedsgemeinden
Folgende 20 Gemeinden gehörten der Communauté de communes du Pays d’Aubenas-Vals an:
| Gemeinde                      | Einwohner 1. Januar 2022 | Fläche km² | Dichte Einw./km² | Code INSEE | Postleitzahl |
| ----------------------------- | ------------------------ | ---------- | ---------------- | ---------- | ------------ |
| Aizac                         | 172                      | 6,7        | 26               | 07003      | 07530        |
| Vallées-d’Antraigues-Asperjoc | 852                      | 13,5       | 63               | 07011      | 07530        |
| Aubenas                       | 12.488                   | 14,3       | 873              | 07019      | 07200        |
| Genestelle                    | 269                      | 21,4       | 13               | 07093      | 07530        |
| Juvinas                       | 186                      | 8,4        | 22               | 07111      | 07600        |
| Labastide-sur-Bésorgues       | 282                      | 17,3       | 16               | 07112      | 07600        |
| Labégude                      | 1.376                    | 3,1        | 444              | 07116      | 07200        |
| Lachamp-Raphaël               | 66                       | 14,1       | 5                | 07120      | 07530        |
| Laviolle                      | 99                       | 13,8       | 7                | 07139      | 07530        |
| Mézilhac                      | 99                       | 26,7       | 4                | 07158      | 07530        |
| Saint-Andéol-de-Vals          | 529                      | 16,6       | 32               | 07210      | 07600        |
| Saint-Didier-sous-Aubenas     | 924                      | 2,8        | 330              | 07229      | 07200        |
| Saint-Étienne-de-Boulogne     | 404                      | 15,0       | 27               | 07230      | 07200        |
| Saint-Joseph-des-Bancs        | 191                      | 12,9       | 15               | 07251      | 07530        |
| Saint-Julien-du-Serre         | 874                      | 9,8        | 89               | 07254      | 07200        |
| Saint-Michel-de-Boulogne      | 148                      | 7,5        | 20               | 07277      | 07200        |
| Saint-Privat                  | 1.664                    | 6,1        | 273              | 07289      | 07200        |
| Ucel                          | 2.031                    | 5,5        | 369              | 07325      | 07200        |
| Vals-les-Bains                | 3.479                    | 19,2       | 181              | 07331      | 07600        |
| Vesseaux                      | 2.048                    | 18,7       | 110              | 07339      | 07200        |